# Saint-Genès-du-Retz
Saint-Genès-du-Retz is een gemeente in het Franse departement Puy-de-Dôme (regio Auvergne-Rhône-Alpes) en telt 468 inwoners (2004). De plaats maakt deel uit van het arrondissement Riom.

## Geografie
De oppervlakte van Saint-Genès-du-Retz bedraagt 8,3 km², de bevolkingsdichtheid is 56,4 inwoners per km².
De onderstaande kaart toont de ligging van Saint-Genès-du-Retz met de belangrijkste infrastructuur en aangrenzende gemeenten.

## Demografie
Onderstaande figuur toont het verloop van het inwonertal (bron: INSEE-tellingen).